# The Other Side (album de Godsmack)
Cet article concerne l'album de Godsmack. Pour l'album d'Alastis, voir The Other Side.
Pour les articles homonymes, voir The Other Side.
Albums de Godsmack
Faceless IV
The Other Side est le premier album acoustique de la formation Godsmack.  L'album est sorti le 16 mars 2004. Plusieurs des quelques chansons sont des pièces refaites en acoustique.

## Liste des titres
1. Running Blind -  4:00
2. Re-Align - 4:24
3. Touché - 3:38
4. Voices - 3:44
5. Keep Away - 4:50
6. Spiral - 5:22
7. Asleep - 4:00